# Nicolas Prodhomme
Nicolas Prodhomme (* 1. Februar 1997 in L’Aigle) ist ein französischer Radrennfahrer, der im Straßenradsport aktiv ist.

## Sportlicher Werdegang
In den Jahren 2017 bis 2019 fuhr Prodhomme in den Nachwuchsmannschaften von HP-BTB Auber 93 und AG2R La Mondiale. 2017 und 2018 erhielt er die Möglichkeit, als Stagiaire für die UCI-Teams zu fahren, bekam jedoch keinen Anschlussvertrag. In der Saison 2019 erzielte er im UCI Nations’ Cup U23 beim Orlen Nations Grand Prix mit dem Gewinn der Gesamtwertung seinen ersten Erfolg bei einem UCI-Rennen.
Nach seinen dritten Einsatz als Stagairre beim Team Cofidis im Jahr 2020 erhielt er zur Saison 2021 einen Profi-Vertrag beim AG2R Citroën Team. Für das Team absolvierte er 2021 mit der Vuelta a España seine erste Grand Tour, die er als 52. der Gesamtwertung beendete. Im Team nimmt er vorrangig Helferaufgaben wahr und blieb lange ohne eigenen zählbaren Erfolg.
Seinen ersten Sieg als Radprofi erzielte Prodhomme 2025 mit dem Gewinn der letzten Etappe der Tour of the Alps. Am 30. Mai 2025 entschied er die 19. Etappe  des Giro d’Italia für sich, als er auf dem letzten langen Anstieg aus einer Spitzengruppe heraus attackierte und das Ziel als Solist erreichte.

## Erfolge
2019
- Mannschaftszeitfahren Giro della Regione Friuli Venezia Giulia
- Gesamtwertung und Mannschaftszeitfahren Orlen Nations Grand Prix

2025
- eine Etappe Tour of the Alps
- eine Etappe Giro d’Italia
- Gesamtwertung und eine Etappe Route d’Occitanie
- Polynormande

## Grand-Tour-Platzierungen
| Grand Tour            | 2021 | 2022 | 2023 | 2024 | 2025 |
| --------------------- | ---- | ---- | ---- | ---- | ---- |
| Giro d’ItaliaGiro     | –    | 65   | 23   | –    | 15   |
| Tour de FranceTour    | –    | –    | –    | 48   |      |
| Vuelta a EspañaVuelta | 52   | 73   | 27   | –    |      |